# Młyńsko (przystanek kolejowy)
Młyńsko – przystanek osobowy w Młyńsku, w powiecie lwóweckim; w województwie dolnośląskim, w Polsce. Posiada bezpośrednie połączenia do Wrocławia, Jeleniej Góry, Zielonej Góry, Węglińca oraz Lubania Śląskiego.
Od 13 grudnia 2020 przystanek na żądanie.

## Ruch pasażerski
| Rok  | Wymiana pasażerska na dobę |
| ---- | -------------------------- |
| 2017 | 10-19                      |
| 2022 | 10-19                      |